# Ulalume González de León
Ulalume Ibáñez Iglesias, conocida como Ulalume González de León (Montevideo, 20 de septiembre de 1932 - Querétaro, 17 de julio de 2009), fue una poeta, traductora, ensayista y editora mexicana, hija de los poetas uruguayos Sara de Ibáñez y Roberto Ibáñez. 

## Biografía
Nació en el seno de una familia de prestigiosos poetas. Sus padres fueron los poetas uruguayos Sara de Ibáñez y Roberto Ibáñez, quienes influyeron decisivamente en la posterior carrera literaria de sus tres hijas: Suleika, Ulalume y Solveig. Gracias a ellos, y desde pequeña, Ulalume tuvo la oportunidad no sólo de conocer la obra, sino de recibir en su propio hogar a gran parte de los poetas e intelectuales iberoamericanos más importantes de la época. Entre ellos a Pablo Neruda, Octavio Paz, Juan Ramón Jiménez, Gabriela Mistral, Rafael Alberti, León Felipe, Jules Supervielle, Vicente Aleixandre, Amado Alonso, Pedro Henríquez Ureña, Cecília Meireles, Carlos Drummond de Andrade y Josep Carner.
En 1948 se casó en París con el arquitecto mexicano Teodoro González de León, cuyo apellido utilizó en el ámbito literario. En ese mismo año se radicó y se nacionalizó en México, donde tuvieron tres hijos. Se divorció años después, pero ella conservó el apellido de casada.
Su extraordinaria labor como traductora de cuatro lenguas (inglés, francés, italiano y portugués), en particular de poesía, dejó profunda huella en la lírica mexicana. Se destacan sus traducciones de Valery Larbaud, E. E. Cummings, Lewis Carroll, Swinburne e Yves Bonnefoy. Entre otros también tradujo a Elizabeth Bishop, Ted Hughes, Camões, Gérard de Nerval, Tristan Tzara y Jules Supervielle. 
Integró los consejos de redacción de las revistas Plural y Vuelta, bajo la dirección de Octavio Paz, y de Letras Libres. Colaboró en las revistas Poesía y Poética, dirigida por Hugo Gola, Alphée, Escandalar, Courrier du Centre International d'Études Poétiques (a cargo de Fernand Verhesen) y Le Journal des Poètes.
Su obra poética y su trayectoria la hicieron merecedora del Premio Xavier Villaurrutia en 1978, el Premio de poesía La Flor de Laura en 1979 (del Centro de Estudios Internacionales sobre Petrarca, de París) y el Premio Alfonso X, en 1991 y en conjunto con Julio Pimentel, por su labor como traductora.
Falleció en Querétaro debido a una insuficiencia respiratoria, luego de años de padecer Alzheimer.

## Obras

### Cuentos
- A cada rato lunes, México, Joaquín Mortiz, 1970. Contiene los relatos: Suicidio; Difícil conquista de Arturo; Simpatía; La mujer ignorada; Su primera ballena; Mon Dieu, Carnap, queso y ciruelas; Intercambios; El trono; A cada rato lunes; E.S.V.M y un miriápodo, arácnido o insecto; Fiesta y El hombre que sube aprisa las escaleras.

Existe una reedición: 	
- A cada rato lunes, México,  Fondo de Cultura Económica, 2003. ISBN 968-16-7033-7 Esta edición, además de excluir tres relatos (Intercambios, El trono y E.S.V.M y un miriápodo, arácnido o insecto), modifica el orden y la versión original de los relatos incluidos en la edición de 1970, que quedan distribuidos de la siguiente manera: Suicidio; Difícil conquista de Arturo; Fiesta (Monólogo de una niña en la guerra); Simpatía; Mon Dieu, Carnap, queso y ciruelas; La mujer ignorada; El hombre que sube aprisa las escaleras; Su primera ballena y A cada rato lunes.
- Las tres manzanas de naranja, con ilustraciones de Carlos Pellicer López, CIDCLI, 1982. ISBN  968-494-003-3

### Ensayos
- El uno y el innumerable quién (sobre E. E. Cummings, 1978)
- El riesgo del placer. La caza del Snark, antología de canciones y nonsense y el capítulo inédito de Alicia (sobre Lewis Carroll), Era, México, 1978, reeditado en 1979.

### Poesía
- Plagio (poesía 1968–1971), México, Joaquín Mortiz, Col. Las dos orillas, 1973.
- Ciel entier, Bruselas, Le Cormier, 1978. Con prólogo de Octavio Paz, la traducción al francés estuvo a cargo tanto de la propia poeta como de Fernand Verhesen.
- Plagio II (poesía 1970–1979), México, Joaquín Mortiz, Col. Las dos orillas, 1980, ISBN 968-27-0132-5.
- Plagios (antología de Plagio y Plagio II, México, Secretaría de Educación Pública, Col. Lecturas mexicanas, Segunda serie, Núm. 107, 1988, ISBN 968-29-1631-3.
- Plagios (poesía 1968-1979), México, FCE, 2001, ISBN 968-16-6225-3. Se trata de la reescritura de Plagio y Plagio II, publicados por Joaquín Mortiz.
- Sonetos de un saber sabiendo, México, El tucán de Virginia-CONACULTA, 2014, ISBN 978-607-8276-16-5 Y 978-607-516-757-2. Consiste en una breve selección de poemas publicados en las páginas de la revista Vuelta.